# Pseudister striatifrons
Pseudister striatifrons är en skalbaggsart som beskrevs av Hinton 1935. Pseudister striatifrons ingår i släktet Pseudister och familjen stumpbaggar. Inga underarter finns listade i Catalogue of Life.